# Баядера (оперета)
«Баядера» — оперета на 3 дії, написана угорським композитором Імре Кальманом. Лібрето написали Юліус Браммер і Альфред Грюнвальд. Прем'єра твору відбулася у Відні в Carltheater 23 грудня 1921 року. Під англомовною назвою «The Yankee Princess» твір мав перші вистави в Нью-Йорку в жовтні 1922 року; використовуючи відмінне англійське лібрето Вільяма Лебарона.

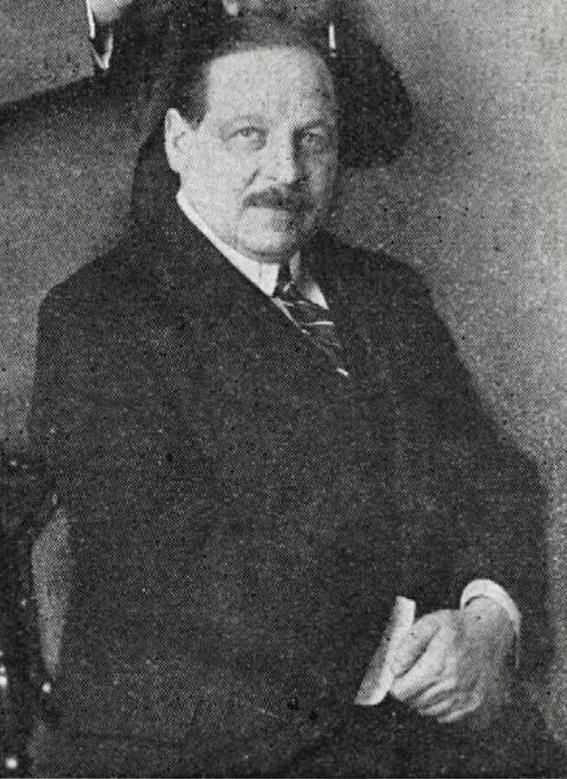
Імре Кальман

## Ролі
| Роль                | Тип голосу | Прем'єрний склад, 23 грудня 1921 |
| ------------------- | ---------- | -------------------------------- |
| Маріетта            | Сопрано    | Луїза Картуш                     |
| Наполеон де Пшик    | Тенор      | Ернст Таутенхайн                 |
| Одетта Дорімонт     | Сопрано    | Крістл Мардайн                   |
| Луі-Філіп Сен-Лагор | Бас        |                                  |
| Принц Раджамі       | Тенор      | Луї Тройман                      |

## Сюжет

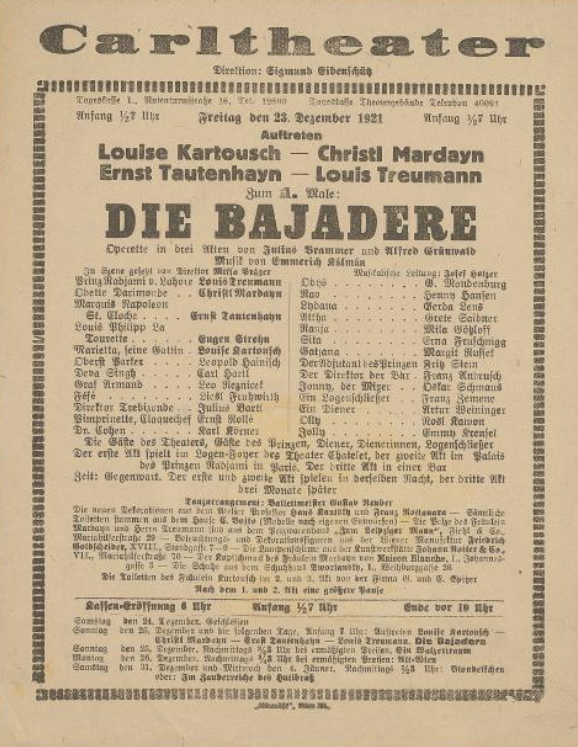
Афіша прем'єрної вистави оперети «Баядерка», 1921 рік

Дія оперети відбувається в 1921 році.

### Акт 1
Перша дія починається після виступу в Парижі знаменитої акторки й співачки Одетти Дорімонт, яка грає головну роль у театрі Шатле в опереті «Баядера». Побачивши багато її виступів, молодий індійський принц Раджамі з Лахора безсило закохався і просить директора театру організувати знайомство. Він хоче негайно зробити її своєю нареченою, оскільки вдома на нього чекає шлюб за домовленістю. Однак Одетта дає йому зрозуміти, що не зацікавлена в ньому. Раджамі залучає молодого чоловіка, Наполеона де Пшик, щоб допомогти йому в його справі. У Наполеона є свої турботи, оскільки він намагається спокусити молоду одружену Марієтту, перед якою він хвалиться світовими подорожами, полюванням на тигрів в Індії та, власне, своїм знайомством із принцом. Принц знову висловлює свою любов Одетті, зачаровує її трояндами, і благає про шлюб. На імпровізованій вечірці, яку він влаштовує у своєму палаці, вона з'являється з трояндами в руках і здається під його чарами.

### Акт 2
Друга дія відбувається у паризькому палаці принца. На вечірці Раджамі каже Одетті, що до кінця ночі вона піддасться його залицянням. В цей час вона вчить його вальсувати. Повністю налаштований на весілля того вечора, Раджамі кличе свого «друга» Наполеона бути свідком. Це настільки вразило Марієтту, що вона погодилася розлучитися зі своїм чоловіком Луї-Філіппом і одружитися зі своїм наполегливим залицяльником. Поки триває церемонія об'єднання Раджамі та Одетти. Акторка приходить до тями, прокидаючись від свого трансу, висміює зарозумілість принца у припущенні, що вона колись стане його дружиною. Одетта залишає його приниженим. Дія закінчується тим, що принц обіцяє всім, що вона його справді покохає одного дня.

### Акт 3
Третя дія відбувається у маленькому барі в Парижі. Марієтта та Наполеон вже одружені, але вона дізналася про його вихваляння і тепер вважає його таким же нудним, як і Луї-Філіпа, який здається шикарно одягненим і щойно призначений Раджамі радником в Індії. Наполеон так само нудьгує з Марієттою, як і вона з ним. Він каже її колишньому чоловіку Луї-Філіпу, що він може повернути Марієтту. Раджамі залучає Прімпрінеті, лідера театральної трупи, щоб той допоміг йому поставити сцену, де ніби здається, що Раджамі повернувся до Індії. Одетта вбита горем. З'являється Раджамі. Одетта, нарешті впевнена у своєму коханні, падає в обійми принца.

## Дійові особи
- Раджамі, кронпринц Лахору (тенор)

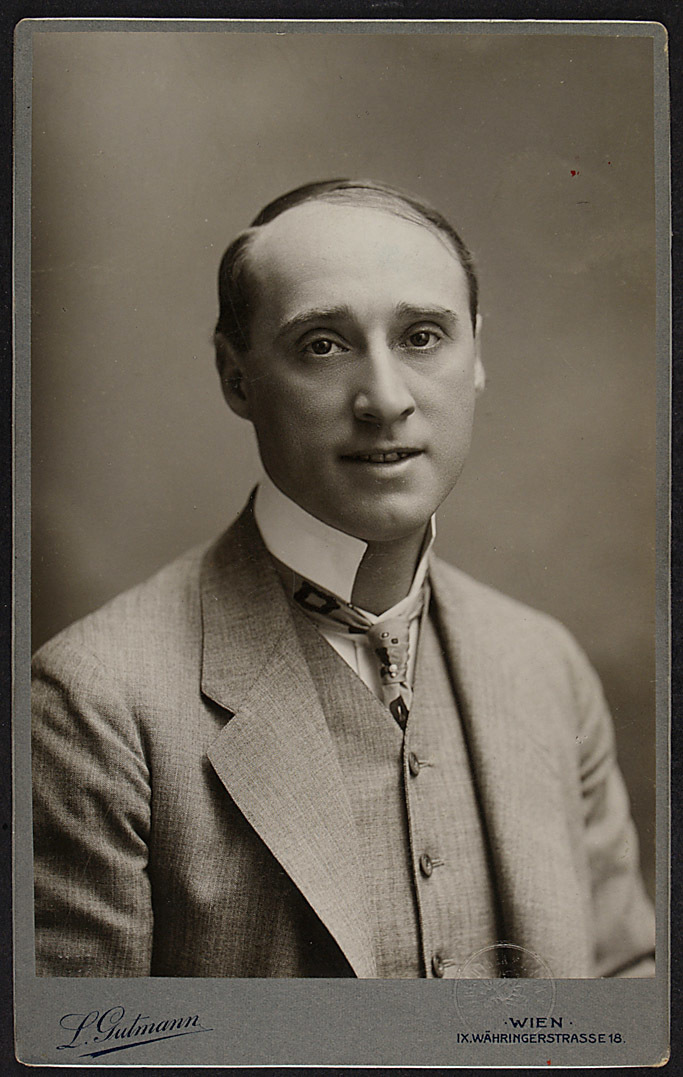
Луї Тройман — перший виконавець ролі принца Раджамі

- Одетта Дорімонт, примадонна оперети (сопрано)
- Наполеон Сен-Клош (Наполеон де Пшик)(тенор)
- Луі-Філіп Сен-Лагор, шоколадьє (бас)
- Маріетта, його дружина (сопрано)
- Карамболіна, іспанська танцюристка
- Режисер, композитор
- Шапарі, журналіст
- Требізенде, театральний режисер (бас)
- Дружина Требізенде
- Граф Арман (тенор)
- Ернандес Кампуестос де Торо, посол Іспанії
- Джаявант, посол Індії
- Капітан корабля
- Полковник Паркер
- Дева Сінгх, священник у Лахорі (тенор)
- Фефе
- Кароліна
- Дороті
- Директор Ахілес Прімпрінеті

## Музичні номери
- Перша дія

1. Перша дія була чарівною
2. Дует Бути вірним
3. Музичний спектакль і мелодрама: Мерсі Б'єн
4. Ансамбль і пісня: Хочу навіки бути твоєю
5. Ансамбль № 4 і вступ до Одетти.
6. Друга дія була чарівною
7. Дует: Квітка лотоса, я тебе люблю
8. Чарівно після важкої праці та напруження
9. Фінал I: Я не буду…
10. Вступ; Танець і пісня фокстрот: Ой шампанське, замкни нас у царство небесне
11. Пісня: Танцюй зі мною

- Друга дія

1. Музична сценка і дует: Ти, ти, ти будеш тепер щастям моєї душі.
2. Дугові лампи сяють крізь зимовий полудень
3. Тріо: Ну хіба ж вона мила мила
4. Дует: Тому що ми часто любимо чоловіка
5. Фінал ІІ: Що, принц хоче сьогодні одружитися

- Третя дія

1. Мелодрама: Маленький бар
2. Дует: Хочете бути шикарними та сучасними в наші дні?
3. ½ Музична сцена: Квітка лотоса, я люблю тебе
4. Пісня: Коли я недавно стояла…
5. ½ Спогад: Ну, хіба вона не мила кохана?
6. Фінал III: О баядеро, прийди, будь моєю

## Прийом
Імре Кальман вважав цю оперету одним зі всіх своїх сценічних творів, який найбільше наближається до опери. Це твердження підтверджено його донькою Івонною Кальман. Насправді багато частин оперети є оперними. Для «Баядери» Імре Кальман ввів фокстрот у віденську оперету, скориставшись східною зміною декорацій, щоб зробити твір більш динамічним. Композитор змішав «віденський сентименталізм, угорський дух, циганську ностальгію та індійську модальність». Однак сьогодні оперета ставиться рідко. Однією з причин цього може бути надлишок оперет у 1920-1930-х роках, коли твори провідних композиторів того часу витісняли одне одного з репертуару. У випадку Імре Кальмана ця оперета, як і всі його твори, була заборонена за часів нацизму.

## Звукозаписи
Німецький лейбл CPO випустив повний запис твору на 2 дисках. Під керівництвом Річарда Бонінга WDR Funkhausorchester Köln і WDR Rundfunkchor Köln грали та співали. Серед солістів: Хайке Сюзанна Даум, Райнер Трост, Анке Вондунг і Стефан Генц.

## Постановки «Баядери» в Україні
В радянський період оригінальна оперета Кальмана ставилась зі скороченнями та цензурними правками.
Київський театр оперети ставив «Баядеру» Імре Кальмана 6 разів у своїй історії. П'ята постановка, яку здійснив Сергій Сміян, була на сцені театру понад 20 років. Шосту, сучасну інтерпретацію класичного твору на музику Імре Кальмана, здійснив режисер Богдан Струтинський у 2019 році.
У вересні 2024 року відбулась прем'єра постановки оперети «Баядера» на сцені Дніпровському музично-драматичному театрі імені Шевченка. Постановниця — Оксана Петровська. Підготовка прем'єри планувалась ще до повномасштабної війни, коли були виготовлені костюми та декорації. Через військові дії постановка класики європейського репертуару відклалась більше, ніж на два роки. Прем'єра відбулась 15 вересня 2024 року на честь відкриття нового 107-го театрального сезону. Вистава отримала схвальні відгуки від глядачів.